# North South Line (MRT)
North South Line – pierwsza linia Mass Rapid Transit (MRT) w Singapurze. Linia ma długość 45 km i 26 stacje Podróż z jednego końca tej linii na drugi koniec trwa około jednej godziny, a linia ta jest oznaczona na mapach kolorem czerwonym.
Linia łączy centrum Singapuru i z północną i z południową częścią wyspy. Stacjami węzłowymi, umożliwiającymi przesiadkę na inne linię są: z East West Line to Jurong East, City Hall i  Raffles Place, na North East Line jest możliwe poprzez łącznik w Dhoby Ghaut. Połączenia z Circle Line jest możliwe  w Bishan, Dhoby Ghaut i Marina Bay i łącznik poprzez Esplanade. North South Line będzie w przyszłości krzyżować się z Downtown Line w Newton i Thomson Line w Woodlands, Orchard i Marina Bay.